# Grodzisk Mazowiecki Radońska
Grodzisk Mazowiecki Radońska je železniční stanice, která slouží regionální dopravě v Grodzisku Mazowieckim, Mazovském vojvodství.

## Obecný přehled
Železniční stanice Grodzisk Mazowiecki Radońska je konečnou stanicí Warszawske Koleje Dojazdowe, byla otevřena v roce 1927. Je obsluhována regionálními spoji dopravce Warszawska Kolej Dojazdowa, zkráceně WKD, který provozuje příměstskou osobní železniční dopravu na vlastní železniční síti spojující centrum Varšavy s obcemi Michałowice, Pruszków, Brwinów, Podkowa Leśna, Milanówek a Grodzisk Mazowiecki jihozápadně od Varšavy. V blízkosti této stanice se nachází i sídlo dopravce Warszawske Koleje Dojazdowe.
| Linka | Směr                                                                                    | Interval   |
| ----- | --------------------------------------------------------------------------------------- | ---------- |
|       | Warszawa Śródmieście WKD - Pruszków WKD - Podkowa Leśna Główna - Grodzisk Maz. Radońska | 30/60 min. |

## Přehled počtu spojů
Přehled počtu spojů je pouze orientační
Ze stanice odjíždí spoje do stanic:
- Podkowa Leśna Główna
  - 2 vlaky ve všední dny (kromě července a srpna)
  - 1 vlak o sobotách, nedělích a svátcích

- Warszawa Śródmieście WKD
  - 30 vlaků ve všední dny (kromě července a srpna)
  - 29 vlaků ve všední dny v červenci a srpnu
  - 21 vlaků o sobotách, nedělích a svátcích

Celkový počet spojů, které obsluhuje stanice:
- 63 vlaků ve všední dny (kromě července a srpna)
- 57 vlaků ve všední dny v červenci a srpnu
- 44 vlaků o sobotách, nedělích a svátcích

## Železniční tratě
Železniční stanicí Grodzisk Mazowiecki Radońska prochází železniční tratě:
- 47 Warszawa Śródmieście WKD – Grodzisk Mazowiecki Radońska

## Návazná doprava
Železniční stanici obsluhují také regionální autobusy a to linky: A (ve všední dny), 4, 7, 8.